# Le Lardin-Saint-Lazare
Le Lardin-Saint-Lazare is een gemeente in het Franse departement Dordogne (regio Nouvelle-Aquitaine). De plaats maakt deel uit van het arrondissement Sarlat-la-Canéda. Le Lardin-Saint-Lazare telde op 1 januari 2022 1.666 inwoners.

## Geografie
De oppervlakte van Le Lardin-Saint-Lazare bedraagt 10,85 km², de bevolkingsdichtheid is 156 inwoners per km².
De onderstaande kaart toont de ligging van Le Lardin-Saint-Lazare met de belangrijkste infrastructuur en aangrenzende gemeenten.

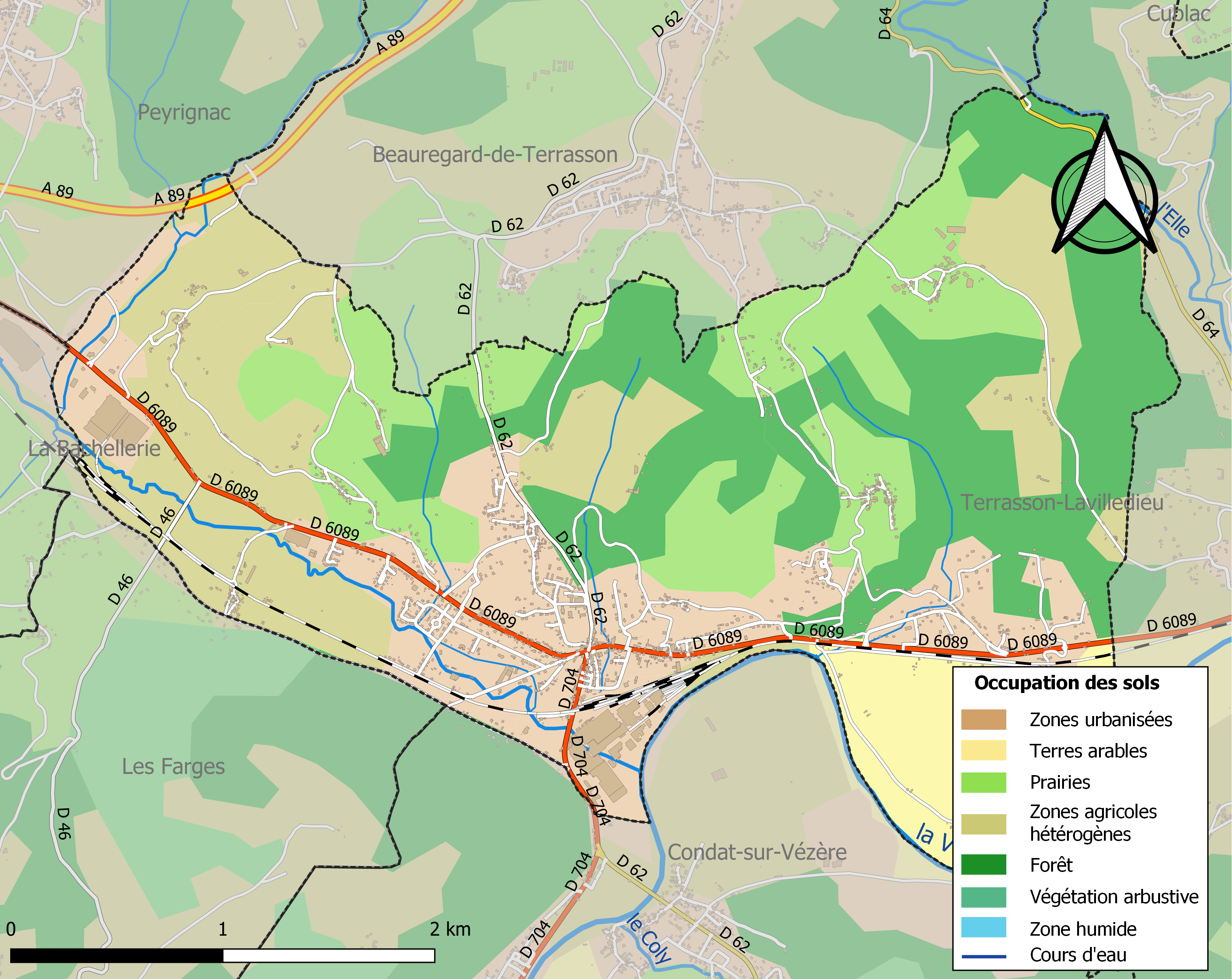

## Verkeer
In de gemeente ligt het spoorwegstation Condat-Le Lardin.

## Demografie
Onderstaande figuur toont het verloop van het inwonertal (bron: INSEE-tellingen).